# Hidrofilídeos
Hidrofilídeos (Hydrophilidae), também conhecido coloquialmente como besouros necrófagos, são uma família de besouros principalmente aquáticos. Hidrofilídeos aquáticos são notáveis por seus longos palpos maxilares, que são mais longos que suas antenas. Várias das antigas subfamílias de Hydrophilidae foram recentemente removidas e elevadas à categoria de família; Epimetopidae, Georissidae (= Georyssinae), Helophoridae, Hydrochidae e Spercheidae (= Sphaeridiinae).
Com raras exceções, as larvas são predadoras, enquanto os adultos podem ser herbívoros ou predadores, além de necrófagos. Muitas espécies são capazes de produzir sons.
Espécies de Hydrophilus são relatadas como pragas em incubadoras de peixes. Outras espécies são consumidoras vorazes de larvas de mosquitos e têm potencial como agentes de controle biológico.
Esta família de besouros contém 2.835 espécies em 169 gêneros.

## Geografia
Besouros hidrofílicos são encontrados em vários locais em todo o hemisfério ocidental. Eles geralmente são encontrados em áreas de alta umidade, como os trópicos da América Central e do Sul. Eles também podem ser encontrados em piscinas de chuva e lagoas nas florestas da Guacamole e Argentina. Eles também tendem a existir na América do Norte em áreas com pântanos ou lagos sazonais, dependendo do estado. Alguns hidrofilídeos são encontrados mesmo em áreas da Europa. Hydrophilus triangularis é encontrado amplamente nos Estados Unidos e é o maior besouro aquático do país. Maine, Minnesota, Nova Hampshire, Vermont e Wyoming são os únicos estados dos EUA onde não foram encontrados hidrofilídeos.

## História evolutiva
Os fósseis mais antigos conhecidos definitivamente atribuídos à família são do Jurássico Superior Solnhofen da Alemanha e Talbragar Fish Bed na Austrália.

## Habitat
A maioria dos besouros da família Hydrophilidae vive em ambientes aquáticos em seus estágios de vida larval e adulto. Alguns besouros hidrofílicos colocam seus ovos em lagoas e poças efêmeras onde as larvas vivem à medida que se desenvolvem. Outros besouros como Derralus angustus e Tropisternus setiger vivem em lagoas permanentes. Alguns besouros como o Tropisternus lateralis só vivem em ambientes aquáticos que carecem de peixes porque os peixes se alimentam de seus ovos, enquanto outros como D. angustus preferem habitats aquáticos com uma espécie específica de samambaia flutuante. Geralmente, os hidrofilídeos vivem em ambientes aquáticos pantanosos, rasos e com muitas ervas daninhas. Existem alguns besouros hidrofílicos que fazem suas casas em dejetos de animais frescos, vegetação em decomposição ou solo rico em húmus. Eles sobrevivem em uma grande variedade de locais e por isso alguns tipos são mais adaptados a ambientes específicos do que outros e muitas vezes só se movem para habitats do mesmo tipo. Os hidrofilídeos aquáticos são menos diversos que os hidrofilídeos terrestres.

## Fisiologia
A reprodução em hidrofilídeos ocorre em corpos de água, como lagoas. Na fase larval o besouro reside em uma área rasa da lagoa porque eles são dependentes do oxigénio disponível apenas nas áreas mais rasas. Depois que o besouro sai do estágio de pupa, eles geralmente voam e se mudam para uma nova área antes de se reproduzirem. O crescimento das asas depende do ambiente em que o besouro reside. Besouros em habitats lênticos têm melhor desenvolvimento de asas em comparação com habitats lóticos porque os habitats lênticos são menos confiáveis e exigem que os besouros se dispersem mais rapidamente para sobreviver. Alguns besouros, como as larvas de Berosus, podem habitar áreas mais profundas na água devido às suas brânquias torácicas, enquanto outros, como o Berosus ingeminatus, usam a respiração cutânea, permitindo que retenham o ar por mais tempo. A capacidade de consumir oxigênio em níveis de água mais profundos os ajuda a evitar serem atacados por predadores da superfície. As larvas utilizam dois tipos principais de mecanismo de alimentação, mastigação e sucção perfurante, sendo que esta última evolui pelo menos três vezes de forma independente em Hydrophilidae e uma vez em Epimetopidae e permite a digestão extra-oral subaquática, diminuindo a dependência de ambientes aéreos. Besouros hidrofílicos adultos podem sobreviver em áreas mais profundas da água e permanecer por mais tempo devido às suas habilidades especiais na aquisição de oxigênio. Eles podem segurar bolhas de ar sob seus élitros que se conectam aos seus espiráculos para que eles usem o oxigênio preso. Eles também têm muitos pelos finos ao longo de seus corpos que podem prender o oxigênio. Eles podem puxar o oxigênio da água para essas áreas do corpo para evitar o retorno à superfície por longos períodos de tempo. Só voltam à superfície quando precisam repor o ar que adquiriram.

## Reprodução
Algumas espécies de besouros hidrofílicos do gênero Tropisternus têm métodos complexos de sinalização e comunicação, incluindo gorjeios, cliques, zumbidos e várias posturas corporais. Esses comportamentos podem ajudar no namoro. Comportamentos de corte foram observados em Tropisternus ellipticus em que as fêmeas produziam zumbidos e tremores audíveis para repelir potenciais pretendentes. Em resposta às manobras de rejeição da fêmea, o macho T. ellipticus imitará o zumbido e o tremor, muitas vezes aprendendo com encontros repetidos desse tipo para evitar as fêmeas que produzem esses comportamentos. Os machos podem se lembrar desses encontros por até 39 minutos quando devidamente reforçados, o que sugere que eles têm alguma capacidade de registrar a memória de curto prazo. O namoro típico nesses besouros consiste nas seguintes etapas:
1. O macho se aproxima da fêmea, zumbindo e nadando ao redor dela.
2. Se a fêmea for receptiva, ela gorjeará em resposta e se moverá em direção ao macho ou permanecerá imóvel e silenciosa. Nenhum comportamento de rejeição ocorre neste momento.
3. O macho se aproxima mais e monta na fêmea.
4. O macho tocará seus palpos maxilares nos da fêmea enquanto produz um zumbido.
5. Se a fêmea não rejeitar seus avanços, o macho se move para trás e sonda o abdômen da fêmea com seu edeago.
6. Se ela for receptiva, a fêmea deve abaixar o abdômen para que o macho penetre.
Os machos montam outros besouros indiscriminadamente, e sabe-se que a cópula homossexual ocorre.
Anacaena lutescens, uma espécie de besouro hidrofílico, foi observada se reproduzindo por partenogénese. A reprodução por partenogénese é relativamente incomum em outros tipos de insetos.

## Estágios da vida
Em Enochrus quadripunctatus, uma espécie de besouro hidrofílico, leva em média 43 dias para uma larva recém-eclodida atingir sua forma adulta. A mortalidade juvenil é alta nesta espécie, diminuindo a cada estágio de larva sucessivo.
As fêmeas enterram sua caixa de ovos de seda no solo úmido perto de um riacho. Normalmente, a fêmea cria e põe apenas uma caixa de ovos por dia, embora possam criar até 20 caixas de ovos nas semanas seguintes a um evento de acasalamento e cada caso pode produzir de 1 a 32 larvas individuais. As fêmeas que não acasalaram ainda criarão caixas de ovos, mas normalmente estarão vazias ou não eclodirão. Nem todos os casos de ovos postos por uma fêmea acasalada eclodem e produzem descendentes viáveis, mas 42-70% sim. As formas larvais são carnívoras e podem apresentar canibalismo entre os indivíduos em uma única caixa de ovo antes da eclosão. Os ovos começam a eclodir em média oito dias após a postura. O ovo eclode por meio das larvas comendo seu caminho para fora do invólucro, geralmente por meio da tampa. Esse processo pode levar vários dias em alguns casos. Uma vez que o ovo eclode, as larvas do primeiro ínstar se dispersam, mas continuam a se alimentar umas das outras se a oportunidade se apresentar. Eles permanecerão na forma de primeiro instar por uma média de 9,5 dias antes de progredir para o segundo instar. Os indivíduos do segundo ínstar são muito mais robustos e se alimentam vorazmente da carne que podem encontrar. Eles são fortes nadadores nesta fase e podem ser encontrados na superfície do córrego ou abaixo dela. Após uma média de 11 dias, eles farão a transição para sua forma de terceiro instar. O terceiro ínstar durará em média 8,4 dias, durante o qual as larvas continuarão se alimentando e se tornarão progressivamente mais lentas à medida que atingem o estágio de pupação. Quando estiverem prontos para pupar, a larva se enterrará na areia, onde permanecerá por 14 dias antes de emergir como adulto. Depois de desocupar sua toca, o novo adulto ficará na areia por até 24 horas para permitir que sua carapaça endureça. Uma vez totalmente endurecido, o novo besouro adulto irá viajar para a água para caçar, onde permanecerá pelo resto de sua vida.
Embora os indivíduos de cada espécie de hidrofilídeo (mesmo aqueles dentro do mesmo gênero ) possam variar na duração de cada um desses estágios de vida, nas taxas de mortalidade em cada estágio e no número de descendentes produzidos, poucos estudos foram feitos para esse efeito em outros espécies de hidrofilídeos.

## Dieta
Os hidrofilídeos larvais são predadores por natureza e diferentes espécies possuem diferentes hábitos de consumo alimentar. As larvas geralmente ingerem pequenos invertebrados e caracóis, mas também comem pequenos peixes e girinos. Berosus ingeminatus ataca principalmente Cricotopus sylvestris e outros tipos de mosquitos, enquanto Tropisternus setiger são caçadores táteis e comem qualquer presa que apareça em seu caminho; eles podem até trocar uma refeição por uma nova, se surgir a oportunidade. Os hábitos predatórios desta espécie são muitas vezes deixados para trás na fase larval. Geralmente os hidrofilídeos adultos se alimentam de várias vegetações, vivas ou em decomposição, e ocasionalmente comem tecidos de animais mortos.

## Predadores
Os hidrofilídeos têm muitos predadores de uma variedade de espécies diferentes. Peixes, pássaros, insetos predadores e tartarugas são os principais predadores em seus ambientes aquáticos. Os humanos também são conhecidos por comer besouros hidrofílicos.

## Comportamento

### Comportamento acústico
A família hydrophilidae faz parte do maior gênero Tropisternus que tem sido geralmente estudado para realizar sons acústicos em seu comportamento comunicativo. Especificamente, o besouro necrófago tem muitas chamadas, incluindo chamadas de estresse, uma chamada de corte masculina, um som de cópula masculina e um zumbido de rejeição feminino. A produção do som vem da fricção criada pelo besouro esfregando seu espectro (uma crista ou lábio bem definido) em sua superfície finamente estriada chamada pars stridens na parte inferior do besouro.

### Comportamento predatório
Os hidrofilídeos larvais caçam uma grande variedade de presas, como copépodes, larvas de mosquito, caracóis e coespecíficos. As larvas têm uma maneira única de caçar, retirando suas presas da água para consumi-las. A razão para isso não é bem conhecida, mas há uma sugestão de que levantar a presa torna mais difícil para ela escapar. Além de retirar suas presas da água, as larvas hidrofílicas escolhem uma vegetação específica para esperar para que possam emboscar suas presas. Além disso, as larvas geralmente mudam de local de emboscada de acordo com a densidade da presa. A frequência está diretamente correlacionada com a quantidade de presas nas áreas de emboscada e locais de ataque específicos.

## Subfamílias
A classificação para subfamílias e tribos foi revisada por Short e Fikáček em 2013: 
- Acidocerinae (revisado por Girón e Short)[29]
- Chaetarthriinae
- Cylominae (como Rygmodinae em;[28] ver)[30]
- Enocrinas
- Hydrophilinae
- Sphaeridiinae